# .bh
.bh là tên miền Internet quốc gia (ccTLD) dành cho Bahrain. Nó được quản lý bởi BATELCO.